# Pueblo Flechas
Pueblo Flechas es un centro poblado ubicado en el municipio de San José de Uré, en el departamento de Córdoba, Colombia.

## Toponimia
Su nombre se debe a la tradición de trabajar la caña flecha (Gynerium sagittatum) que es enviada a diferente partes del país para la elaboración del sombrero vueltiao

## Población
El Pueblo Flechas cuenta con aproximadamente 600 habitantes que forman parte de la etnia Zenú.

## Problemática ambiental
La comunidad de Pueblo Flechas se ha visto afectada desde la creación de la multinacional minera de Ferroníquel, Cerro Matoso- Pues con la excavación y la maquinaria que se necesita para la extracción caen residuos que contaminan el aire, el agua y los cultivos. Lo que ha generado consecuencias para los habitantes aledaños a la minera como lo es Pueblo Flechas, que viven constantemente enfermos. Con una producción anual de 37.000 toneladas, la mina Cerro Matoso es operada por la multinacional South32, cuya concesión finaliza en el año 2029. La población desde el año 2013 ha estado en constante diálogo con la empresa minera a través de los líderes comunitarios que proveen información acerca de las mayores problemáticas que han tenido. Sin embargo, al no encontrar un consenso en el año 2012, la comunidad interpuso una tutela para garantizar sus derechos fundamentales.

## Fallo Constitucional
El 20 de septiembre del año 2018 la Corte Constitucional de Colombia tumbó el fallo que condenó a la empresa Cerro Matoso S.A., a pagar una indemnización de 400 millones de dólares a ocho comunidades indígenas que están ubicadas en zona aledaña a su complejo minero en el departamento de Córdoba. Con la promesa que la multinacional debe velar por el derecho de la protección de la salud. 